# 皮德吉爾涅 (羅日謝區)
50°52′58″N 25°3′16″E / 50.88278°N 25.05444°E
皮德吉爾涅（烏克蘭語：Підгірне），是烏克蘭的村落，位於該國西部沃倫州，由盧茨克區負責管轄，始建於1575年，面積0.05平方公里，海拔高度195米，2001年人口310，人口密度每平方公里5,740.74人。